# Delta Piscis Austrini
Delta Piscis Austrini (δ PsA / 23 Piscis Austrini / HD 216763) es una estrella en la constelación del Pez Austral.
De magnitud aparente +4,23, en su constelación es superada en brillo solo por Fomalhaut (α Piscis Austrini) y ε Piscis Austrini.
Junto a β Piscis Austrini y ζ Piscis Austrini, era conocida en China como Tien Kang, «la cuerda celestial».
Se encuentra a 170 años luz del sistema solar.
Delta Piscis Austrini es una gigante amarilla de tipo espectral G8III con una temperatura efectiva de 4841 K.
Es semejante a otras conocidas gigantes como Capella A (α Aurigae), Vindemiatrix (ε Virginis), Tyl (ε Draconis) o Sadalbari (μ Pegasi), todas ellas estrellas del hemisferio norte más brillantes que ella.
Delta Piscis Austrini tiene un radio 12 veces más grande que el radio solar y una masa 2,2 veces mayor que la del Sol.
Delta Piscis Austrini posee una metalicidad —abundancia relativa de elementos más pesados que el helio— menor que la solar ([M/H] = -0,20).
Su contenido de hierro es un 62% del que tiene el Sol; en relación con este elemento, los contenidos de sodio, aluminio, calcio, titanio y vanadio son comparables a los encontrados en nuestra estrella.
Por el contrario, la relación entre los contenidos de bario y hierro es notablemente superior a la del Sol ([Ba/Fe] = +0,26).
Delta Piscis Austrini tiene una compañera, visualmente a 7 segundos de arco, de magnitud 9,3.